# بوب بلانشت
بوب بلانشت هو لاعب هوكي جليد كندي، ولد في 24 فبراير 1954 في رووان نوراندا في كندا.

## وصلات خارجية
- بوب بلانشت على موقع EliteProspects.com (الإنجليزية)
- بوب بلانشت على موقع HockeyDB.com (الإنجليزية)
- بوب بلانشت على موقع Hockey-Reference.com (الإنجليزية)